# Stoofbrug
De Stoofbrug (brug 214) is een voetgangersbrug over de Oudezijds Achterburgwal in de Nederlandse stad Amsterdam.

## Naam
De brug is aan de westzijde gelegen in het verlengde van de Stoofsteeg. Aan de oostzijde van de gracht sluit de brug niet aan op een doorgaande weg. Hier stond eind 14e- tot midden 15e eeuw de naamgever van de brug; een tehuis voor arme weduwen en oude vrijsters met twaalf eenkamerwoninkjes, zogenaamde stoven. 

## Geschiedenis
Er ligt op deze plaats al eeuwenlang een brug. Op de plattegrond van Cornelis Anthonisz. uit 1544 is hier al een overspanning te zien. Ook op latere kaarten van bijvoorbeeld van Balthasar Florisz. van Berckenrode uit 1625 is er in het verlengde van de 'Stoof Steech' een brug over de 'Oudesydts Achter Burchwal' te zien. In 1764 gebruikte de 'Leydse Courant' de brug als aanduiding voor de plek waar een makelaar woonde. Amsterdam had toen nog geen huisnummers. De moderne geschiedenis begint in 1885, toen werd hier, net als op veel andere plaatsen in de stad, een nieuwe brug neergelegd. Het was een voor die tijd normale plaat/liggerbrug met ijzeren balustraden en, opvallend genoeg, voorzien van draagspanten. Die spanten ondersteunden niet de gehele overspanning, maar alleen de eerste meter vanuit het landhoofd. De op die wijze gebouwde brug ging langer dan een eeuw mee, want in 2010 had hij nog steeds dat uiterlijk.

### Noodbrug
In 2013/2014 werd de brug tijdelijk weggehaald en vervangen door een eenvoudig te plaatsen zilverkleurige noodbrug. In verband met geplande herstelwerkzaamheden aan de kademuur ten noorden en ten zuiden van de brug moest een damwand geplaatst worden, dit kon alleen door de brug te verwijderen. De werkzaamheden liepen vertraging op omdat de omwonenden soms de paalfundering van hun woning moesten laten onderzoeken en vernieuwen om schade door de werkzaamheden aan de kademuur te voorkomen. In 2018 lag de in 2014 geplaatste noodbrug er nog steeds, ook de damwand stond nog in de gracht. Werkzaamheden vonden er nauwelijks plaats.

## 3D-geprinte brug

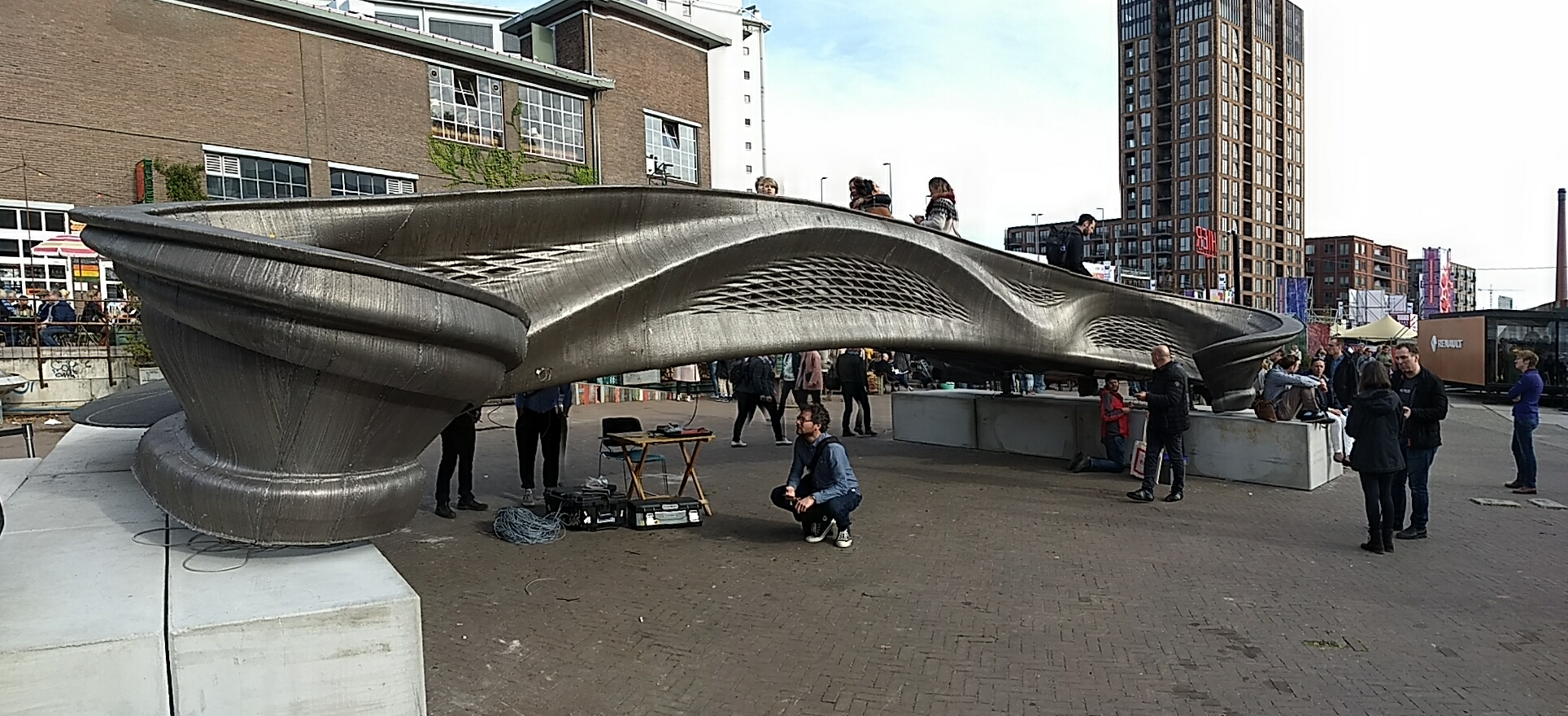
Een 3D-geprinte brug van tijdens de Dutch Design Week 2018 te Eindhoven, deze brug zou in 2021 de tijdelijke Stoofbrug worden

In oktober 2015 werd door toenmalig wethouder Kajsa Ollongren bekendgemaakt dat een te 3D-printen brug op de plaats van de Stoofjesbrug zou komen. De brug, ontworpen door Joris Laarman werd in een loods op het NDSM-terrein door fabrikant MX3D in elkaar gezet. In april 2018 was de basisconstructie gereed. Naar planning zou de brug in het najaar van 2018 geplaatst worden, maar de datum werd steeds vooruitgeschoven. De noodbrug werd in afwachting van de komst van de 3D-brug in 2020 verwijderd. Om het 6000 kg wegende gevaarte te kunnen plaatsen moesten de kadermuren verstevigd worden. Toen dat gebeurd was kon de lang verwachte brug geplaatst worden, waardoor voetgangers weer een korte weg tussen beide oevers hadden. Deze noodbrug kon uiteindelijk in juli 2021 door koningin Maxima geopend worden; zij hoefde het lintje niet door te knippen; dat deed een robotarm. De brug is uitgevoerd met sensoren die niet alleen bijhouden hoeveel mensen de brug gebruiken, maar ook hoe ze zich daarbij gedragen in diverse omstandigheden van drukte; een onderzoek naar crowdcontrol. Het onderzoek moet ook bijdragen in onderzoek naar de mogelijke toepasbaarheid van lichtere constructies en gebruik van minder materiaal.
Binnen een week waren de eerste klachten binnen. De westzijde van de brug sluit namelijk goed aan op het plaveisel van die kade. Aan de oostkant is het een ander verhaal. Daar moet gebruik gemaakt worden van een af- of opstap. Die afstap wordt aan de overkant niet gemeld; mindervaliden die de brug overkomen moeten terug of hier risico van vallen nemen. Bovendien is die afstap is het donker nauwelijks zichtbaar. De opstap aan de andere zijde vormt voor diezelfde gebruikers een hindernis. Ook mensen in een roes, niet ondenkbaar in het gebied, hadden het moeilijk met de brug. Om aan die kant te waarschuwen werden gele stroken (die wijzen op gevaar) op het plaveisel geschilderd en een waarschuwingsbord geplaatst. Ondanks dat ook eerdere bruggen hier opstapjes hadden, wordt ook het af- en opstap probleem verholpen, men verwacht in september 2021 de situatie veilig te hebben. 

## Terugplaatsing originele brug
In 2024 werd besloten om de originele Stoofbrug weer terug te plaatsen. De brug zal er hetzelfde uit komen te zien als het 19e-eeuwse exemplaar dat voor de renovatie tijdelijk vervangen werd door de MX3D-brug. Na de restauratie is tevens een replicatie van de lantaarn die in de de eerste versie van de brug stond teruggeplaatst. Vanaf 12 april 2024 was de brug geopend voor voetgangers die langs deze weg weer de Oudezijds Achterburgwal konden oversteken.

## Afbeeldingen

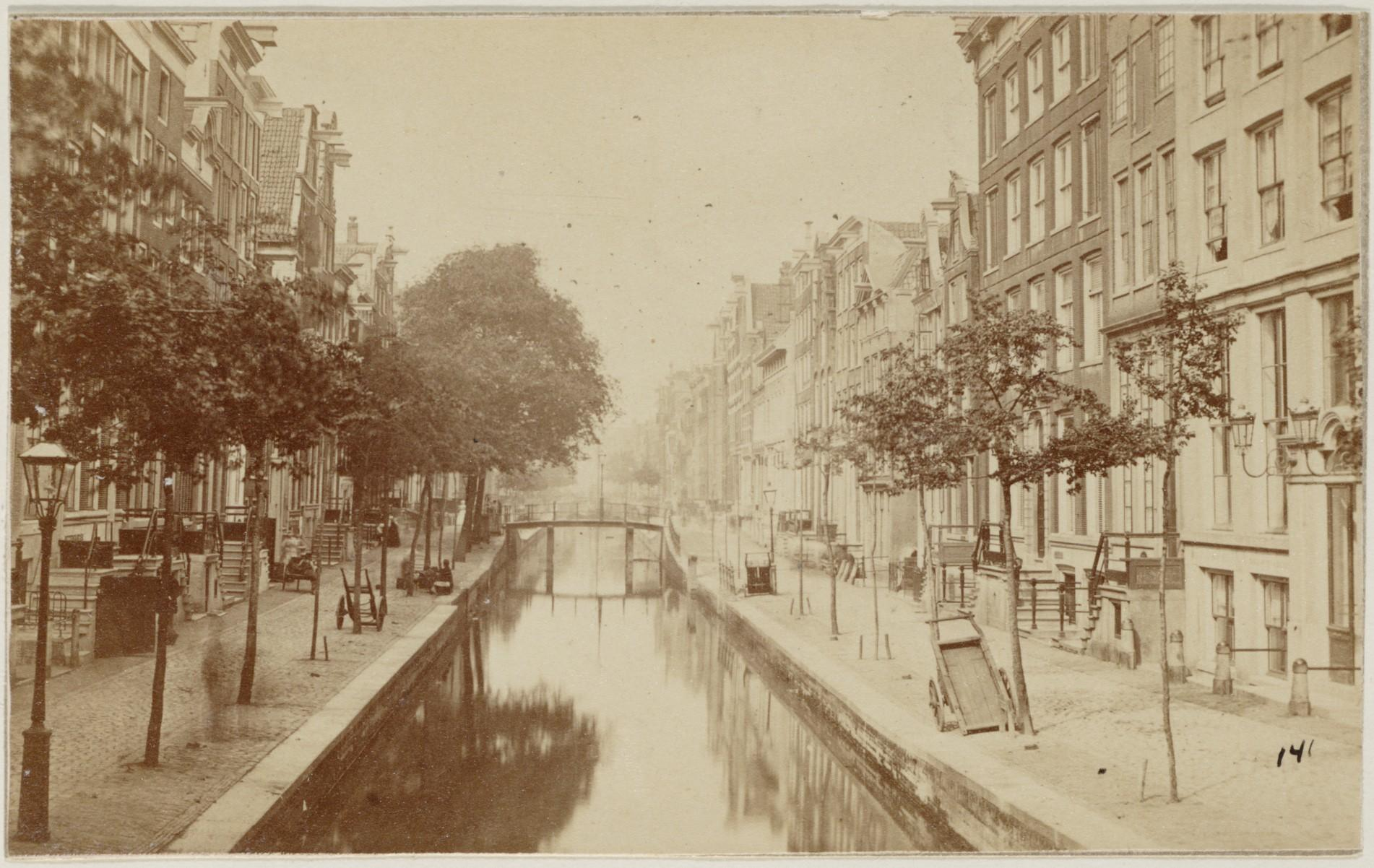
Brug zonder spanten. Foto Pieter Oosterhuis, ca. 1870
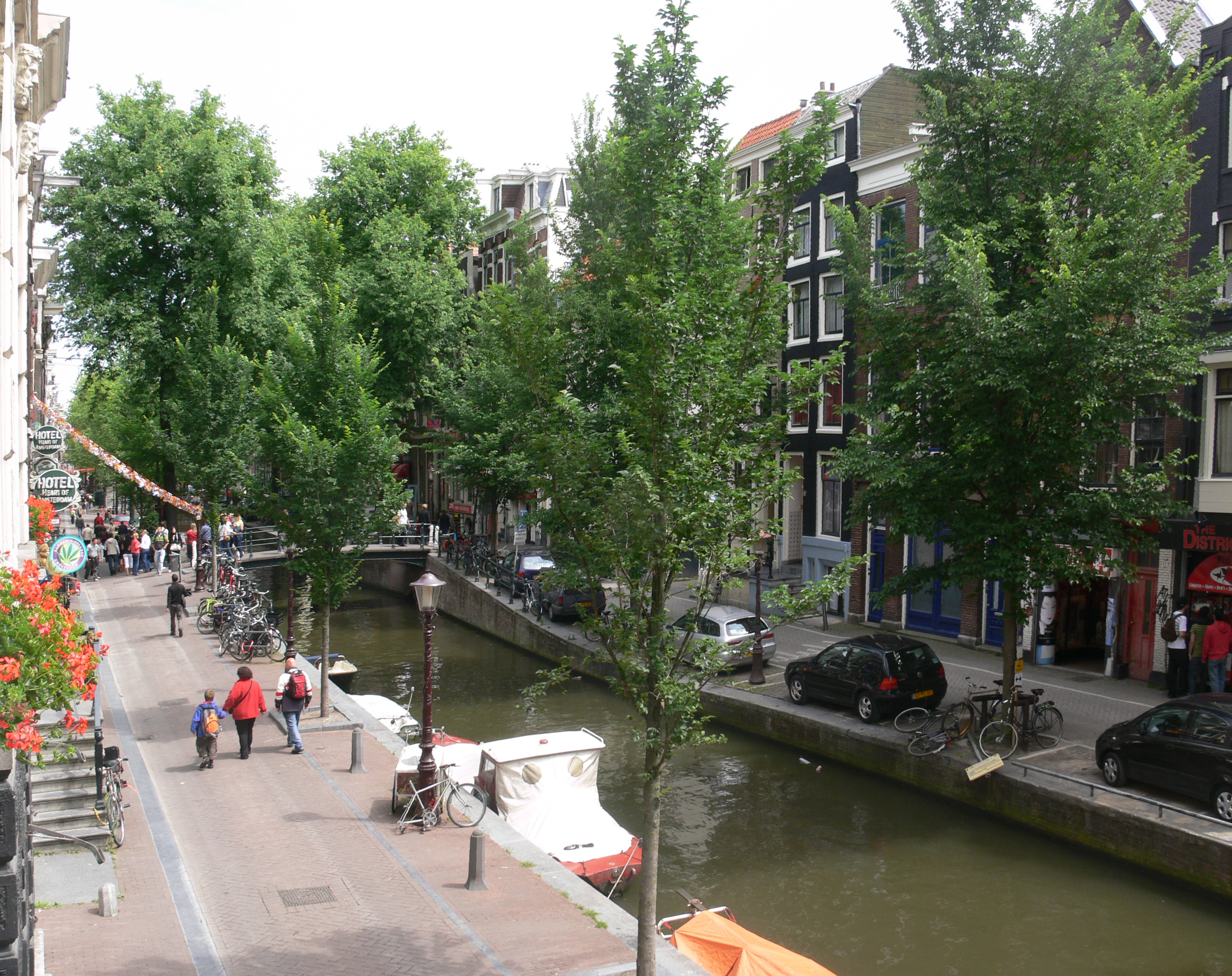
De brug met spanten in 2008
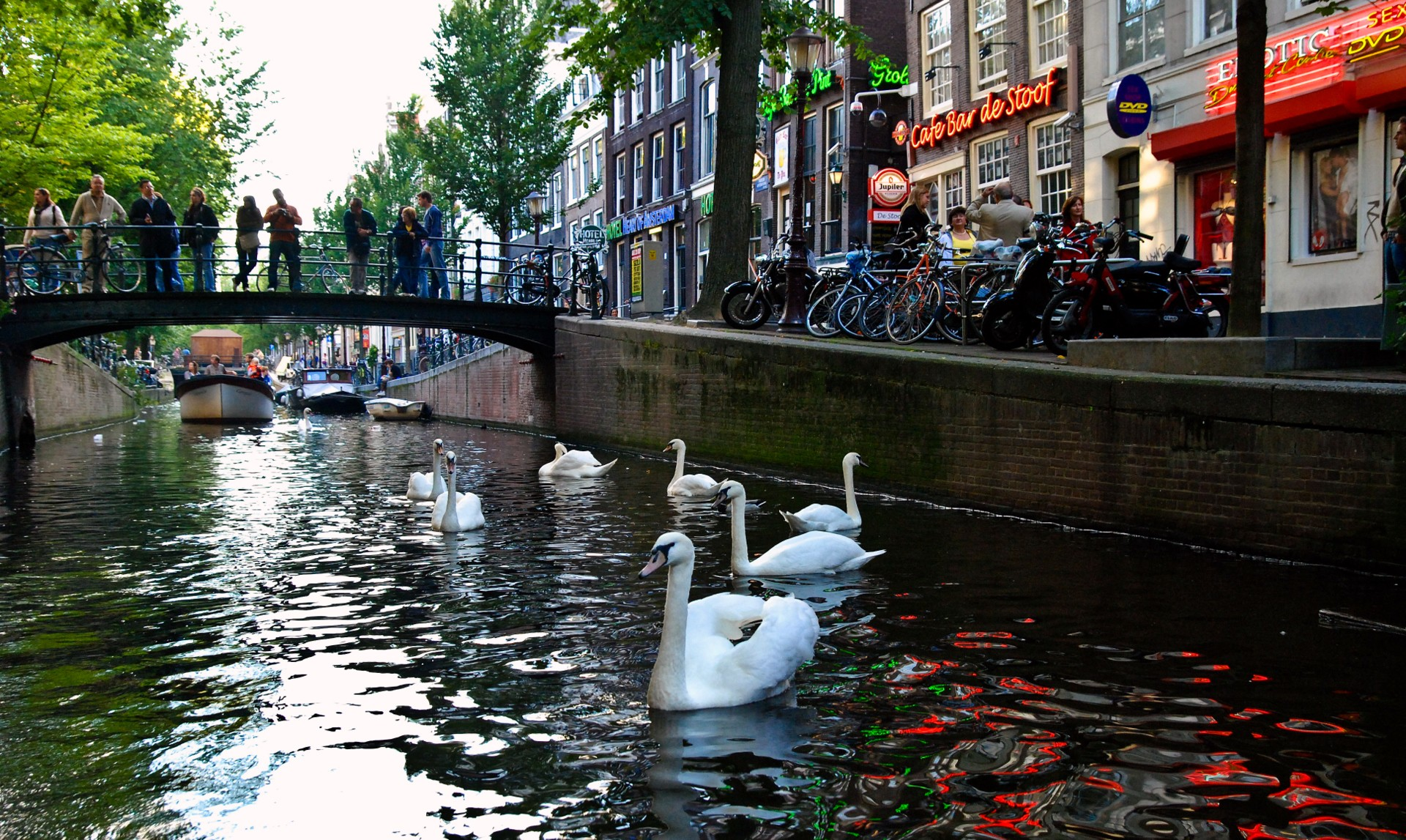
De brug in 2010
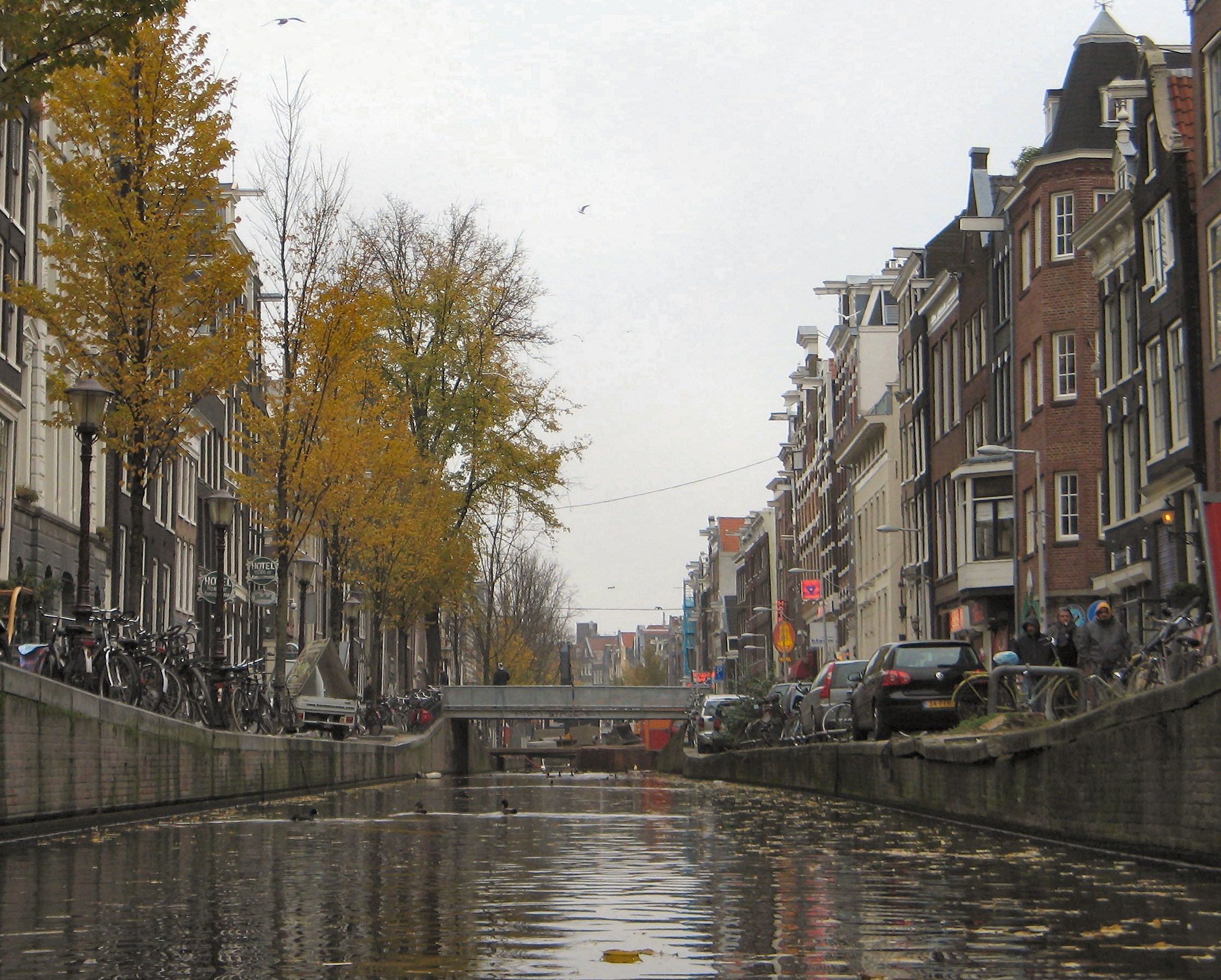
De in 2012 geplaatste zilverkleurige noodbrug
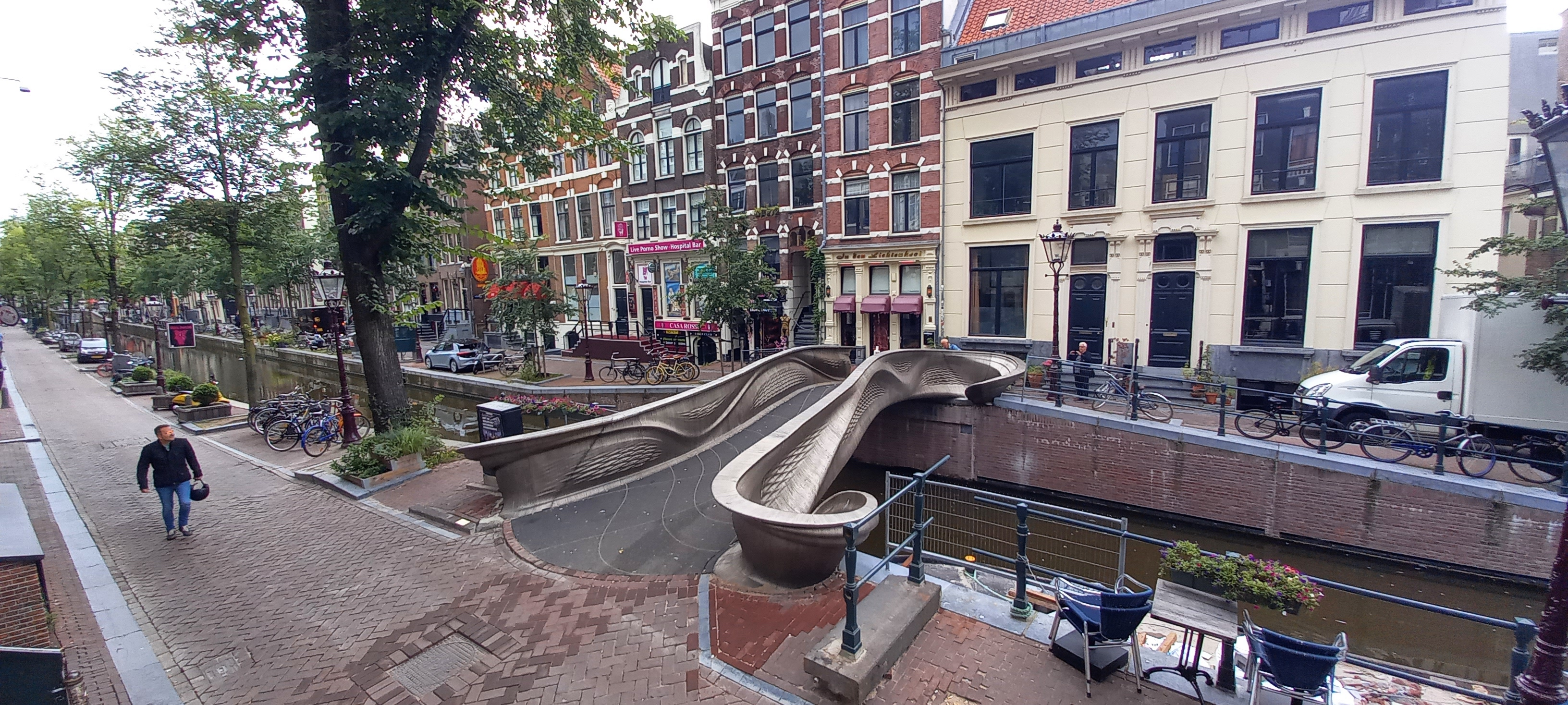
De Stoofbrug in 2021
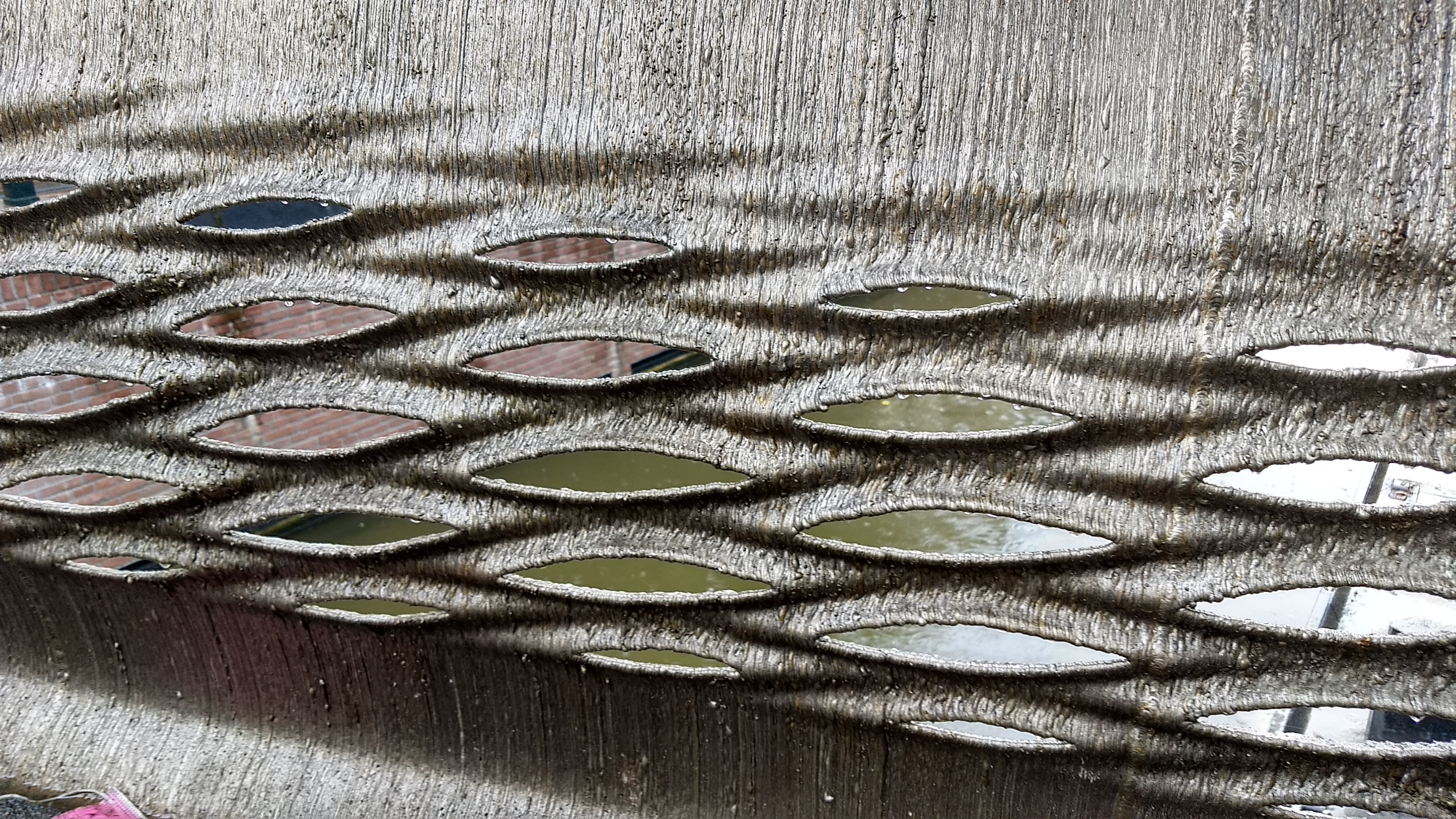
Detail van de Stoofbrug in 2021
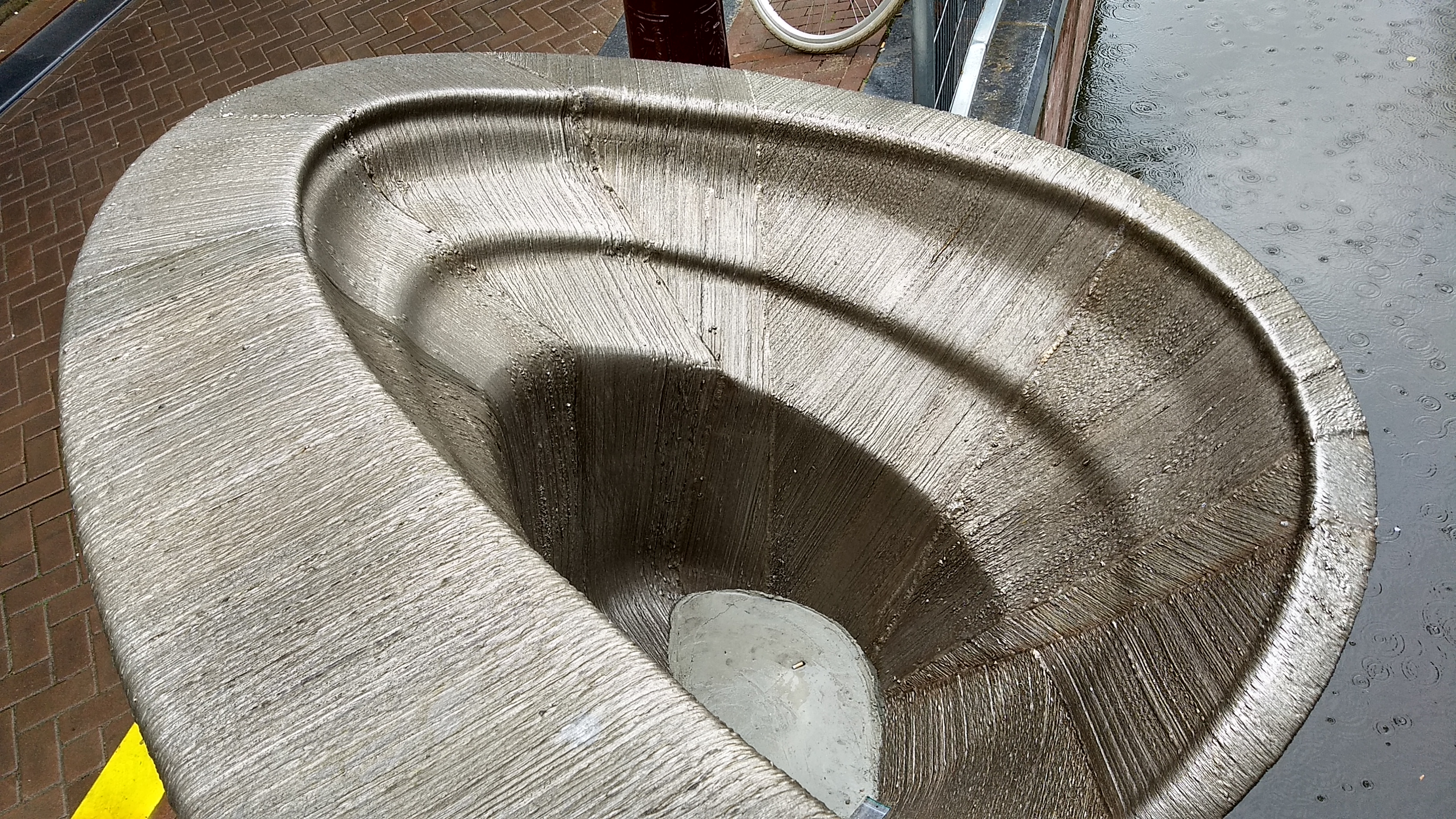
Detail van de Stoofbrug in 2021

<<< · 200 · 201 · 202 · 203 · 204 · 205 · 206 · 207 · 208 · 209 ·  210 · 211 · 212 · 213 · 214 · 215 · 216 · 217 · 218 · 220 · 221 · 222 · 223 · 224 · 225 · 226 · 227 · 228 · 228P · 229 · 230 · 231 · 232 · 233 · 234 · 235 · 236 · 237 · 238 · 239 ·  240 · 241 · 242 · 243 · 244 · 245 · 246 · 247 · 248 · 249 ·  250 · 251 · 252 · 253 · 254 · 255 · 256 · 257 · 258 · 259 · 260 · 261 · 262 · 263 · 264 · 265 · 266 · 267 · 270 · 271 · 272 · 273 · 274 · 275 · 277 · 278 · 279 · 280 · 281 · 283 · 285 · 286 · 287 · 288 · 289 · 290 · 291 · 292 · 293 · 295 · 296 · 297 · 298 · 299 · >>>
Brugnummers 219, 268, 269, 276, 282, 284, 294 zijn niet (meer) in omloop.